# St. John and Maine Railway
Die St. John and Maine Railway war eine Eisenbahngesellschaft in der kanadischen Provinz New Brunswick. Sie wurde am 29. März 1878 aus dem kanadischen Teil der European and North American Railway gebildet. Die Bahnstrecke der Gesellschaft war 142 Kilometer lang und verband die Grenze zu den Vereinigten Staaten bei Vanceboro mit der Großstadt Saint John. Der Endbahnhof in St. John lag am westlichen Ufer des Saint John River im Stadtteil Fairville. Ein etwa fünf Kilometer langer Abzweig führte vom Endbahnhof Fairville nach West Saint John.
Am 1. Juli 1883 pachtete die New Brunswick Railway die Gesellschaft für 997 Jahre. 1885 wurde durch die Saint John Bridge and Railway Extension Company die Reversing Falls Railway Bridge über den Saint John River eröffnet, sodass die Züge dann bis ins Zentrum der Stadt St. John fahren konnten. Die New Brunswick Railway kaufte die Brückengesellschaft und die Brücke bei Eröffnung. Ab 1890 führte die Canadian Pacific Railway den Betrieb, nachdem sie die New Brunswick Railway gepachtet hatte.
Nachdem die Canadian Pacific die gesamte Strecke zum 1. Januar 1995 stilllegen wollte, übernahm ab diesem Tag die New Brunswick Southern Railway die Anlagen und führt seither den Betrieb.